# Arie den Hartog (burgemeester)
Arie Otto den Hartog ('s-Gravendeel, 9 mei 1923) is een Nederlands voormalig vakbondsbestuurder, politicus en burgemeester. Hij is lid van de Partij van de Arbeid (PvdA).

## Jeugd en oorlogsjaren
Den Hartog begon zijn loopbaan als metaalarbeider, in navolging van zijn vader die fitter was bij een waterleidingbedrijf in de Hoeksche Waard. Bij aanvang van de Tweede Wereldoorlog werkte Den Hartog als machinebankwerker bij ijzer- en kopergieterij Penn & Bauduin in Dordrecht. In mei 1942 werd hij op negentienjarige leeftijd gedwongen tewerkgesteld in Schweinfurt, Duitsland, waar hij drie jaar dwangarbeid verrichtte in een fabriek.

## Vakbondswerk
Na de oorlog kon hij weer aan de slag bij zijn voormalige baas in Dordrecht voor hetzelfde uurloon als drie jaar eerder. Het motiveerde Den Hartog om zich in te zetten voor betere arbeidsomstandigheden. In 1949 vond hij werk en woonruimte in De Lier en werd hij lid van de PvdA. Hij volgde een vierjarige opleiding van de vakbond bij de kaderschool van de Algemene Nederlandse Metaalbedrijfsbond (ANMB; in 1971 opgegaan in de Industriebond-NVV). Den Hartog werd in 1956 voor de ANMB vakbondsbestuurder in Leeuwarden. In 1965 werd hij overgeplaatst naar Dordrecht en kreeg daar de zelfde functie.

## Politiek

### Gemeenteraad
In Dordrecht was Den Hartog vanaf 1970 gemeenteraadslid en is daar ook fractievoorzitter van de PvdA geweest. Hij zette zich in tegen huisjesmelkers en voor de positie van buitenlandse werknemers.

### Burgemeesterschap
In december 1978 werd Den Hartog benoemd tot burgemeester van Geertruidenberg. De gemeente kende toen al jaren bestuurlijke instabiliteit. Ondanks een motie van wantrouwen in 1985 bleef hij, met steun van commissaris van de koningin Dries van Agt, aan tot zijn pensionering in 1988.

## Erkenning en nalatenschap
Den Hartog bleef tot op hoge leeftijd betrokken bij de PvdA en maatschappelijke thema’s. In 2022 ontving hij de porseleinen roos van de partij als bijzondere blijk van waardering voor meer dan 70 jaar lidmaatschap.. Op 9 mei 2023 werd hij als inwoner van 's-Gravendeel door burgemeester Charlie Aptroot van Hoeksche Waard bezocht en gefeliciteerd met zijn 100e verjaardag.. Zijn levensverhaal werd opgenomen in het magazine 80 jaar vrijheid van de gemeente Hoeksche Waard.. Den Hartog beschouwt de dialoog als sleutel tot samenwerking, gelijkwaardigheid en sociale vooruitgang.

## Persoonlijk leven
Den Hartog trouwde met de Russische Vera uit Voronezj, die hij in de Tweede Wereldoorlog in Duitsland ontmoette. Samen kregen zij vier kinderen. Na een huwelijk van 62 jaar overleed zij in 2009. Hij woont nog steeds zelfstandig in zijn geboorteplaats ’s-Gravendeel en werd in mei 2023 100 jaar oud.